# 地上最強の美女バイオニック・ジェミー
『地上最強の美女バイオニック・ジェミー』（ちじょうさいきょうのびじょバイオニック・ジェミー、原題：The Bionic Woman） は、ユニバーサル製作のSFテレビドラマ。 
このページではリメイク版についても説明する。

## アメリカでの放送
1976年から1978年にかけて第3シーズンまで制作され、第1・第2シーズンはABC、第3シーズンはNBCで放送された。 

## 日本での放送
日本テレビ系で、第1・第2シーズンが1977年1月から10月、第3シーズンが1978年3月から8月にかけて放送された。
なお、2021年2月25日から毎週月曜から金曜まで17:00から2話連続でCS放送のAXNで再放送された。再放送を記念し、2021年3月27日午前10時よりAXN視聴者限定でオンラインイベントが開催された。主演を務めたリンゼイ・ワグナーが生活の拠点を置いているアメリカより同イベントのためだけに参加。変わらぬ美貌で参加者を魅了し、当時の撮影裏話を語るトークコーナーや視聴者から寄せられた質問に答えるコーナーを設け、日本語吹き替え版でジェミーを演じた田島令子の声がリンゼイ自身のものより高いトーンで驚いたことなどを語った。2022年11月2日からも毎週月曜から土曜まで26:30から2話連続で再びAXNで再放送される。

## 受賞
主演のリンゼイ・ワグナーは、本作で1977年、エミー賞主演女優賞を受賞。

## ストーリー
元はテレビドラマ『600万ドルの男』の1エピソードだったが、人気のために番組として製作されたスピンオフ作品。
元プロテニスプレイヤーのジェミー･ソマーズは、スカイダイビング中にパラシュートが破れて墜落事故により瀕死の重傷を負う。婚約者であるスティーブ・オースティン空軍大佐（600万ドルの男）は、科学情報局（OSI）に頼み込み、彼女に自分と同じバイオニック移植手術を施させた。
両足、右腕、右耳をサイボーグ化された彼女は生命の危機からは脱したものの、移植の拒絶反応から、スティーブのことを含めて全ての記憶を失ってしまう。しかし彼女は、自分を救ったOSIのためにバイオニック・パワーを使った諜報活動を志願するのだった。

## バイオニック・パワー
- 右耳：高感度ガンマイクでもある。隣室から電話の通話を聞いたり、1 km先の微弱な音声もキャッチしたりできる。
- 右腕：出力 1,558 W (2.118 PS) × 1基の原子力電池搭載。片手で1トンの重量物を持ち上げる。
- 両足：出力 4,928 W (6.700 PS) × 2基の原子力電池搭載(左右両足に1基ずつの合計2基)。最大走行速度 95 km/h（100 m走のタイムにすると 3秒79 となる）。10階建て程度のビルから飛び降りたり、数メートルの壁を飛び越せる。

本人の心臓は、右腕、両足に血液を供給する必要がないため、95 km/hで走っても心拍数は平常時と変わらない。義手・義足の動力源は原子力電池である。

## シリーズの概要
『バイオニック・ジェミー』は、OSIのエージェントとなったジェミーがバイオニックの能力を駆使しながら活躍する姿を描く。だが、女性エージェントということで、『600万ドルの男』のハードな雰囲気とは異なるシリーズとなった。例えば、美人コンテストにミス・カリフォルニアとして出場したり、アメリカ先住民族風の女子プロレスラーになったり、修道院のシスター姿になったりするなど、コスプレ的潜入捜査が多いのもその表れである。また、表向きの職業はベンチュラ空軍基地内の小学校教師であるため、児童たちとの交歓シーンもあったが、途中でこの設定は放棄された。コミカルなエピソードも少なくなかったが、一方では核兵器開発競争に警鐘を鳴らす、「ジェミー 地球壊滅を救え!」のように重厚なテーマの回もある。
シリーズを通して最大の仇敵として知られるのは、フェムボットという人間そっくりのロボットであり、その製造者は、バイオニックとロボット工学のどちらが優れるかをドクター・ルディと争った元OSIのフランクリン博士であった。ジェミーは、スティーブ・オースティンと共に、ロボット対バイオニックの死闘を演じることとなる。
また、ジェミーと同じ顔に整形したリサ・ギャロウェイという女性（リンゼイ・ワグナーの一人二役）も登場し、リサは一度はジェミーになりすますことに成功したものの、バイオニックの能力がなかったため正体を見破られる。再登場した時には、新開発の薬物でバイオニックに匹敵するパワーを得てジェミーを翻弄した。
第3シーズンで放送系列がABCからNBCに移ると、内容がより低年齢の視聴者を意識したものに変更された。その第一が、バイオニック･ドッグであるマックスの登場である。マックスは火事で両脚と顎に重傷を負い、まだ実験段階だったバイオニック移植手術を施された犬だった。マックスはジェミーに飼われることになり、任務遂行でもパートナーを組んだ。この他には、宇宙人の再三にわたる登場などが挙げられる。しかしこの路線変更は視聴率の低下を招き、シリーズはこのシーズンをもって打ち切られた。最終回は、OSIを辞めようとしたジェミーが、それを阻止しようとする政府機関から追跡される、という展開だった。

## 『600万ドルの男』とのクロスオーバー
冒頭にあるように、『バイオニック・ジェミー』は元々『600万ドルの男』の1エピソードだったものが、スピンオフ化されたものである。しかも、アメリカ本国では1976年から1977年にかけ、両シリーズは同じABC系列で、並行して放映されていた（『600万ドルの男』は日曜夜8時から、『バイオニック・ジェミー』は水曜の夜8時から放映）。このため、クロスオーバーといわれるユニークな試みが、幾度かなされている。例えば、一つのエピソードの前編を『600万ドルの男』、後編を『バイオニック・ジェミー』で放映するというようなのがそれである。「ゴールドマン局長暗殺指令」三部作では、Part1と3が「バイオニック・ジェミー」、Part2が『600万ドルの男』枠で放映されている。そうした以外にも、スティーブとジェミーが相手方の枠のエピソードにゲスト出演することが、何度かあった。
しかし、1978年になると、『バイオニック・ジェミー』の放映がNBC系列に移ったのに対し、『600万ドルの男』は引き続きABC系列で放映されたため、先述のようなクロスオーバーは行われなくなってしまった。また、それ以外の理由も取り沙汰されている。例として、実は、スティーブ役のリー・メジャースは、自分の妻ファラ・フォーセット（当時は、ファラ・フォーセット・メジャース）をジェミー役に推薦していたが、実際にその役を射止めたのは、リンゼイ・ワグナーだった。しかも、ジェミー（リンゼイ）は、別シリーズ化されたばかりか、ついには本家の『600万ドルの男』より人気が出てしまった。そのため、リーとリンゼイは不仲だったというものである。だが、1987年から3本制作された、続編のスペシャル版では、再び両者の共演が実現した。なお、ファラ･フォーセットは『地上最強の美女たち！ チャーリーズ・エンジェル』でブレイクし、ライアン・オニールと不倫して、リーとは離婚に至っている。

## ジェミーとスティーブの関係の変遷
このような『バイオニック・ジェミー』と『600万ドルの男』の制作事情から、シリーズ内でのジェミーとスティーブの関係は、次のような複雑な変遷をたどっている。
「誕生！　バイオニック・ジェミー秘話1,2（600万ドルの男）」
スティーブ・オースティン大佐は、故郷のカリフォルニア州オーハイで高校時代の同級生ジェミー・ソマーズと再会し、二人は婚約する。しかし、デートでスカイダイビングを楽しんでいた時、ジェミーは落下事故を起こして瀕死の重傷を負う。スティーブがゴールドマン局長に懇願し、ジェミーはバイオニック移植手術を施されて救われる。だが、ジェミーの身体はバイオニック組織に拒絶反応を起こしてしまう。ルディ・ウェルズ博士の懸命の処置にもかかわらず、ジェミーは死亡。スティーブは、悲しみに暮れるのだった。
「甦ったバイオニック・ジェミー1,2（600万ドルの男）」
任務遂行中にバイオニックの両脚を損傷したスティーブは、OSIの施設で修復手術を受ける。そこで彼は、死んだはずのジェミーの姿を目撃した。実はジェミーが死亡し、スティーブが手術室を飛び出した後、若き医師マイケル・マルチェッティの施した実験的施術によって、ジェミーは甦生していたのだ。しかし、その際に受けた脳へのダメージにより、ジェミーはスティーブとの日々も含め記憶を失っていた。しかも、親身に治療を続けるマイケルを、ジェミーは愛するようになっていたのだ。スティーブは、ジェミーの幸せのために、自分が身を引くことを決意する。
「バイオニック・ジェミー誕生、バイオニック・ジェミーのお値段（バイオニック・ジェミー）」
だが、ジェミーは故郷オーハイに戻り、ベンチュラ空軍基地内の小学校の教師を勤める一方、OSIのエージェントとしても働くことを決める。スティーブとも再会し、二人は新たな関係を踏み出した。なお、ジェミーを蘇生させたマイケルとの仲は、結局進展しなかったようで、マイケルは「グランド・ツーリー管制室応答なし」のエピソードで再登場しているが、謎の隕石に精神を操られてしまうという、散々な目に遭っている。
こうして再び恋愛関係に戻るかと思われた二人だったが、『バイオニック・ジェミー』第3シーズンになると、スティーブは、劇中では何の説明もなく、登場しなくなってしまう。替わって登場したのが、OSIの同僚クリス・ウィリアムズであった。二人の関係は、回を追うごとに親密になっていき、最終回を迎える。しかし、1987年製作の『バイオニック・ジェミー・スペシャル　甦った地上最強の美女』で、その後にクリスが任務遂行中に死亡したことが明らかにされた。一方、スティーブにも空軍パイロットの息子がいて、事故で重傷を負い、親同様バイオニック手術を受けるという事態が起こるが（ジェミーと性能比べをして勝ち、ジェミーが「自分が旧式なんだと思い知らされた」と溜息をつくシーンがある）、とにもかくにもジェミーとスティーブの再会は果たされた。その後、1989年製作の『バイオニック・ウォーズ』（Bionic Showdown）ではスティーブがジェミーに求婚しようとした時に事件が起き、1994年製作の『Bionic Ever After?』（日本未放映）で、二人は永い時を経て、結婚に至っている。

## スタッフ
- 監督・製作：ケネス・ジョンソン
- 製作総指揮：ハーヴ・ベネット
- 脚本：ハーヴ・ベネット
- 音楽：ジョゼフ・ハーネル、JJ・ジョンソン
- 製作：ハーヴ・ベネット・プロダクションズ、ユニヴァーサルTV
- 放映：米国ABC(シーズン1・2)、NBC(シーズン3)

## キャスト
| 役名                         | 俳優                     | 日本語吹替 |
| ---------------------------- | ------------------------ | ---------- |
| ジェミー・ソマーズ           | リンゼイ・ワグナー       | 田島令子   |
| オスカー・ゴールドマン局長   | リチャード・アンダーソン | 勝部演之   |
| ドクター・ルディ・ウェルズ   | マーチン・E・ブルックス  | 村越伊知郎 |
| スティーブ・オースティン大佐 | リー・メジャース         | 広川太一郎 |
| ヘレン                       | マーシャ・スコット       | 稲葉まつ子 |
| ジム                         | フォード・レイニー       | 吉沢久嘉   |
| ラッセル                     | サム・チューJr.          | 曽我部和恭 |

## 日本語版スタッフ
- 演出：佐藤敏夫
- 翻訳：木原たけし
- 効果：TFCグループ
- 調整：前田仁信
- 制作：服部比佐夫
- 配給：日本MCA
- 制作：東北新社、日本テレビ

## 放送リスト
1. バイオニック・ジェミー誕生(1st. 1 "Welcome Home, Jaime Part I")
2. バイオニック・ジェミーのお値段(1st. 2 "Welcome Home, Jaime Part II")
3. 女王はワシの背に乗って(1st. 7 "Bionic Beauty")
4. バイオニック・ジェミーと母(1st. 8 "Jaime's Mother")
5. ジェミー操縦かんを引け(1st.11 "Fly Jaime")
6. 爆破60秒前の真実(1st.12 "The Jailing of Jaime")
7. もう一人のジェミー(1st.13 "Mirror Image")
8. 砂漠に舞う世界一の高価なスーツ(1st.10 "Canyon of Death")
9. 飛べ！オンボロ小型機(1st. 3 "Angel of Mercy")
10. 対決！ライオンとジェミー(1st. 5 "Claws")
11. 迎撃ミサイル発射せよ(1st. 6 "The Deadly Missiles")
12. 15年目の脅迫(1st. 4 "A Thing of the Past")
13. 激走！800キロ(1st. 9 "Winning is Everything")
14. パラサイコ！少女がジェミーを襲う(1st.14 "The Ghosthunter")
15. 博徒ジェミー洋上戦(2nd. 3 "Assault on the Princess")
16. ジェミー 地球壊滅を救え！(2nd.13 "Doomsday is Tomorrow Part I")
17. ジェミー 地球壊滅を救え！(2nd.14 "Doomsday is Tomorrow Part II")
18. ジェミー女子プロレス入門(2nd. 2 "In this Corner, Jaime Sommers")
19. 警官ジェミー只今特訓中！(2nd.10 "Jaime's Shield Part I")
20. 警官ジェミー第5分署に殴り込む！(2nd.11 "Jaime's Shield Part II")
21. ナッシュビルに愛をこめて(2nd. 4 "Road to Nashville")
22. グランド・ツーリー管制室応答なし(2nd. 9 "The Vega Influence")
23. OSIを震撼させた遺産(2nd. 7 "Black Magic")
24. ゴールドマン局長暗殺指令(2nd. 5 "Kill Oscar Part I")
25. ゴールドマン局長暗殺指令(The Six Million Dollar Man 4th. 6 "Kill Oscar Part II")
26. ゴールドマン局長暗殺指令(2nd. 6 "Kill Oscar Part III")
27. 王様とジェミー(2nd.17 "Jaime and the King")
28. パパ！わたしを助けて(2nd.18 "Beyond the Call")
29. 夜の悪魔マサウの像(2nd.20 "The Night Demon")
30. 驚異のバイオフィードバック(2nd.12 "Biofeedback")
31. 解体船から出たガイコツ(2nd.21 "Iron Ships and Dead Men")
32. ジェミーの顔を持つ女(2nd.15 "Dead ly Ringer Part I")
33. ジェミーの顔を持つ女(2nd.16 "Deadly Ringer Part II")
34. ジェミーと偽作の天才画家(2nd.19 "The DeJon Caper")
35. シスター・ジェミーに御恵みを(2nd. 8 "Sister Jaime")
36. ジェミーと気の弱い泥棒(2nd.22 "Once a Thief")
37. バイオニック・ドッグ登場(3rd. 1 "The Bionic Dog Part I")
38. バイオニック・ドッグ登場(3rd. 2 "The Bionic Dog Part II")
39. マックス誘拐計画(3rd.10 "Max")
40. 明日へ勇気を持って走れ(3rd. 9 "Escape to Love")
41. フェムボットの逆襲(3rd. 3 "Fembots in Las Vegas Part I")
42. フェムボットの逆襲(3rd. 4 "Fembots in Las Vegas Part II")
43. ジェミー！ロデオ大会で大奮闘(3rd. 5 "Rodeo")
44. 大冒険！決死のジャングル突破(3rd. 6 "African Connection")
45. 熱い賭け！ジェミーと老スパイ(3rd.11 "Over the Hill Spy")
46. ピラミッド！宇宙へのメッセージ(3rd.13 "The Pyramid")
47. 生か死か！トミーの霊に呼ばれて(3rd.19 "Out of Body")
48. 狙撃！ケネディスタジアム午前6時(3rd. 8 "Brain Wash")
49. ジェミー！UFOとの遭遇(3rd.15 "The Martians are Coming, the Martians are Coming")
50. ジェミー！オートバイで国境を飛ぶ(3rd. 7 "Motorcycle Boogie")
51. 深海の死闘！ジェミー対ジョーズ(3rd.17 "Deadly Music")
52. 陰謀！キャンパス大泥棒(3rd.12 "All for One")
53. ジェミーの危機！マックス大活躍(3rd.18 "Which One is Jaime?")
54. 惑星ゾーラからの訪問者(3rd.16 "Sanctuary Earth")
55. 国王暗殺！ジェミー護衛作戦(3rd.20 "Long Live the King")
56. 走れマックス！ジェミー毒薬に倒れる(3rd.14 "The Antidote")
57. ジェミー！犯罪ホテル潜入(3rd.21 "Rancho Outcast")
58. さよなら！ジェミー(3rd.22 "On the Run")

## ネット局
- 日本テレビ（キー局）：日曜22:30～23:25[7][8]
- 読売テレビ：日曜22:30～23:25[9]
- 中京テレビ：土曜17:00～17:55[10]
- テレビ静岡：日曜12:00～12:55[11][12][13]

## 続編
バイオニック・ジェミー スペシャル　蘇った地上最強の美女"The Return of the Six Million Dollar Man and the Bionic Woman"（1987年）
スティーブの息子がバイオニック・マンになる。リー・メジャースの実子、リー・メジャースJr.も出演。ドラマ版キャスト（田島、広川、村越、勝部）による吹替版が存在する（放送、制作局は不明）。
バイオニック・ジェミー スペシャル　地上最強の美少女誕生"Bionic Showdown" （1989年）
バイオニック手術を受ける車椅子の美少女役で、サンドラ・ブロックが出演。
ビデオテープ版の邦題は『バイオニック・ウォーズ　帰ってきたバイオニック・ジェミー＆600万ドルの男』。
"Bionic Ever After?"（1994年）
日本未放映。

## 関連商品

### 書籍
- 『地上最強の美女バイオニック・ジェミー』シリーズ ： ミカサ・ノベルズ（三笠書房）―本作のノベライズ版（絶版）。
  - 『1／還ってきたジェミー』 ： アイリーン・ロットマン著、佐藤肇 訳
  - 『2／小さな目撃者』 ： アイリーン・ロットマン著、大久保賢一 訳
  - 『3／ゴールドマン暗殺指令』 ： アーサー・ロウ著、木原たけし 訳
  - 『4／エンゼル･エスコート作戦』 ： ケネス・ジョンソン著、森みさ 訳
  - 『5／地球壊滅を救え』 ： ジェイムズ・パトリオット著、柴田京子 訳
  - 『6／ジェミーの顔をもつ女』 ： ジェイムズ・パトリオット著、森みさ 訳
  - 『7／激走！大陸縦断』 ： ケネス・ジョンソン／ジェイムズ・パトリオット／ウィリアム・シュワルツ著、たかしまちせこ 訳
  - 『8／フェムボットの逆襲』 ： アーサー・ロウ著、木原たけし 訳
  - 『9／逃亡地帯を撃て』 ： アーサー・ロウ／ハーマン・グローブス著、大久保賢一 訳

### 音楽

#### サウンドトラック
- ダナ・カプロフ、ジョン・カカヴァス、リチャード・クレメンツ、ルチ・デ・ジーザス、ジェリー・フィールディング、ディック・ハリガン、ジョー・ハーネル、マイケル・アイザックソン、ロバート・プリンス、チャールズ・アルバータイン、ロバート・ブライアント、ジェリー・パウエル、ハーバート・D・ウッズと、多くの作曲家が参加した。
- テーマ曲はジェリー・フィールディング作曲。
- 1976年に、アメリカのワンダーランド・レコーズからLPレコードが発売された。品番はWLP 308。音楽とセリフの両方を収録したレコードらしい。
- 1992年に発売されたジョー・ハーネル作品集のCD(スイス盤)に、本作の音楽も何曲か収録されている。ファイヴ・ジェイ・レコーズ“THE FILM MUSIC OF JOE HARNELL”(品番FJCD 001/002)。
- 2008年3月に、ジョー・ハーネル作曲の「ゴールドマン局長暗殺指令(Parts 1 & 3)」のオリジナル・サウンドトラック盤CDが発売された。品番はJHCD 23。1,000枚限定盤で、ジョー・ハーネルの公式サイトにて通販で購入可能(外部リンク参照)。
- 2008年9月に、ジョー・ハーネル作曲の「Return of Bigfoot(Part2)」のオリジナル・サウンドトラック盤CDが発売された。品番はJHCD 25。1,500枚限定盤で、ジョー・ハーネルの公式サイトにて通販で購入可能(外部リンク参照)。
- 2009年3月に、ジョー・ハーネル作曲の「ジェミー!UFOとの遭遇」「ジェミー！地球壊滅を救え（Part2)」のオリジナル・サウンドトラック盤CDが発売された。品番はJHCD 28。1,500枚限定盤で、ジョー・ハーネルの公式サイトにて通販で購入可能(外部リンク参照)。

#### 日本版オリジナルソング
- 『ジェミーの愛/やさしさのとき』 ： 日本コロムビア、唄：田島令子、コーラス：フィーリング・フリー、作詞：木原たけし、作曲：渡辺岳夫、編曲：小六禮次郎 ― 本作日本版予告編（第41話、第43話 - 第55話）のバックで流された[14]。

#### 日本版映像ソフト
- 続編TV映画『バイオニック・ジェミースペシャル/地上最強の美少女誕生』（TV放送タイトル）が『バイオニック・ウォーズ/帰ってきた600万ドルの男&バイオニック・ジェミー』（ビデオタイトル）として1992年11月27日、CIC・ビクター ビデオよりVHSで発売された。（現在は廃版）

- 1977年の日本放送開始以来ソフト化されていなかったが、2010年3月6日、イーエスエンターテイメント、NBC UNIVERSALよりseason1、season2のDVDBOXが発売された。（外部リンク参照）

## リメイク版
本作のリメイクである『バイオニック・ウーマン』（原題は同じくBionic Woman） が製作され、2007年9月よりアメリカNBC系で放送された。主演はイギリス出身の女優ミシェル・ライアン。主人公の名は本作のジェミーに酷似しているが微妙に異なるジェイミー・サマーズ(原語ではいずれも "Jaime Sommers" であるが、オリジナル版放映当時、 "Jaime" は一般的には男性名であったため、女性名 "Jamie" のスペルも広く用いられていた。またリメイク版では、オリジナル版のみに登場したドクター・ルディ・ウェルズにちなんだミドルネーム "Wells" が設定されている)であり、その他の設定は一新されている（NBC Bionic Woman 公式ページ参照）。ジェイミーにバイオニック手術を施したのは彼女の婚約者ウィル（ウィリアム・アンソロス）であり、彼は狙撃されて死亡してしまう。実は、ジェイミーより前に手術を受けたが或る事情から処分された筈の初代バイオニックウーマン“サラ・コーバス”という女性がおり、ジェイミーがバイオニック手術を受けるきっかけとなった事故は、サラが仕組んだものだった。サラの背後にはウィルと確執がある彼の父アンソニー・アンソロスの影があった…。
なお、アメリカで起きた脚本家組合のストライキにより、このリメイク版も中断。そのまま番組は打ち切られた。全8話。
日本では2009年8月よりAXNで放送を開始、また9月にはポニーキャニオンからDVD-BOXが発売された。

### キャスト
| 役名                           | 俳優                 | 日本語吹替 |
| ------------------------------ | -------------------- | ---------- |
| ジェイミー・ウェルズ・サマーズ | ミシェル・ライアン   | 魏涼子     |
| サラ・コーバス                 | ケイティー・サッコフ | 本田貴子   |
| ジョナス・ブレッドソー         | ミゲル・フェラー     | 菅生隆之   |
| ルース・トレッドウェル         | モリー・プライス     | 小宮和枝   |
| ジェイ・キム                   | ウィル・ユン・リー   | 土田大     |
| ウィル・アンソロス             | クリス・バワーズ     | 竹若拓磨   |
| アンソニー・アンソロス         | マーク・シェパード   | 辻親八     |
| ネイサン                       | ケヴィン・ランキン   | 高木渉     |
| アントニオ・ポープ             | イザイア・ワシントン | 西凜太朗   |
| ベッカ・サマーズ               | ルーシー・ヘイル     | 尾見美詞   |

## 余談
ゲーム『メタルギアソリッドV ファントムペイン』にて、主人公が付ける左腕義手のダッシュパンチを発動させる際に、バイオニック・パワーを使った時のSEが使われている。
TVアニメ『ひなこのーと』にて、主人公・ひな子が警察官に職質された際、両腕をかかし状態に展開した時にバイオニック・パワーを使った時のSEが使われている。
元MLB選手のトミー・ジョンのニックネームは本作に絡めた「バイオニック・トミー（THE BIONIC MAN）」である。米本国で「バイオニック・ジェミー（原題は「THE BIONIC WOMAN」）」が初放映されたのがジョンが当時史上初の難手術であったトミー・ジョン手術から復帰した1976年である。ジョンの復帰後の活躍と本作のジェミーをオーバーラップさせたネーミングである。
日本における最終回（第58話）「さよなら!ジェミー」を初めて放送したのは1978年8月27日だった。この日は『24時間テレビ 愛は地球を救う』の第1回が放送された。